# کلمن (فلوریدا)
کلمن (به انگلیسی: Coleman) شهری در شهرستان سامتر ایالت فلوریدا است که در سال ۱۹۰۸ بنیان‌گذاری شده‌است. این شهر طبق سرشماری سال ۲۰۱۰ میلادی، ۷۰۳ نفر جمعیت داشته و مساحت آن نیز ۳٫۸ کیلومتر مربع است.